# NGC 988
في الفهرس العام الجديد NGC 988 هي مجرة حلزونية تقع في اتجاه كوكبة قيطس الجنوبية . على مسافة تقدر بحوالي 50 مليون سنة ضوئية من الأرض 15 مليون فرسخ فلكي، حجمها الظاهري 4′.6 × 2′.5
وهذا يعني أن NGC 988 لها قطر قدرة حوالي 75,000 سنة ضوئية.أكتشفت المجرة من قبل إدوارد ستيفان في عام 1880.
NGC 988 أسطع مجرة في مجموعة NGC 1052 المجرية (والتي تعرف أيضا باسم مجموعة NGC 988 ) وتتكون هذة المجموعة أيضا من NGC 1052 مجرة إهليلجية، NGC 991، NGC 1022، NGC 1035، NGC 1042، NGC 1047، NGC 1051، NGC 1084، إن جي سي 1110. وتنتمي هذة المجموعة إلى نفس السحابة المجرية التي تقع فيها مسييه 77 .
ولقد تم رصد مصدر أشعة إكس فائق التألق في NGC 988. و في 4 سبتمبر 2017 تم اكتشاف مستعر أعظم واحد في NGC 988 مستعر أعظم نوع 2 SN 2017gmr .

## وصلات خارجية
- NGC 988 على موقع ويكي سكاي: DSS2, SDSS, GALEX, IRAS, Hydrogen α, X-Ray, Astrophoto, Sky Map, Articles and images